# Thierry Goguel d'Allondans
Thierry Goguel d'Allondans   (Estrasburg, 7 d'agost de 1957) és un formador de treball social a l'Institut de Formació en Treball Social i Educatiu de Schiltigheim.

## Biografia
Thierry Goguel d'Allondans va ser primer cuiner, després pedagog especialitzat durant prop de vint anys.
Va defensar una tesi doctoral en ciències socials (antropologia) l'any 2002, a la Universitat d'Estrasburg, titulada El treballador social com a passant. Processos antropològics i pràctiques de treball social. L'any 2014 es va convertir en formador en treball social a l'Institut de Formació en Treball Educatiu i Social de Schiltigheim.
Goguel d'Allondans és redactor en cap de la revista Cultures & Sociétés, publicada per l'editorial L'Harmattan.

## Publicacions
- Pathologies des institutions : réalités, prévention, alternatives, (en francès).  Ramonville Saint-Agne: Érès, 1990. Amb Alfred Adam.
- Errances et Hospitalité. L’accueil et l’accompagnement d’adultes en difficulté. La Cité Relais à Strasbourg (en francès).  Ramonville Saint-Agne: Érès, 1991 (Ethiss). Amb Myriam Klinger.
- Rites de passage: d’ailleurs, ici, pour ailleurs (en francès).  Ramonville Saint-Agne: Érès, 1994 (Pratiques sociales transversales).
- La rencontre. Chemin qui se fait en marchant (en francès).  Ramonville Saint-Agne: Érès, 2000 (Les cahiers d’Arcanes). Codirecció amb Liliane Goldsztaub
- Face à l’enfermement: Accompagner, former, transmettre. Petit traité de l’ouverture des cages (en francès).  París: A.S.H., 2003 (Pratiques professionnelles).
- Anthropo-logiques d’un travailleur social. Passeurs, passages, passants (en francès).  París: Téraèdre, 2003 (L’anthropologie au coin de la rue).
- Rites de passage, rites d’initiation. Lecture d'Arnold van Gennep (en francès).  Québec: Presses de l'Université Laval, (2002) 2004.
- Le travailleur social comme passeur. Procès anthropologiques et pratiques du travail social (en francès).  Lille: ANRT, 2004. Tesi no publicada.
- Les gardiens du seuil. Lecture anthropologique du travail social (en francès).  Montréal: Liber, 2005.
- Les sexualités initiatiques. La révolution sexuelle n’a pas eu lieu (en francès).  París: Belin, 2005 (Nouveaux Mondes).
- Réseau Positif.  Estrasburg: AtelierBD, 2005. Guió per a un còmic sota el pseudònim de Thigodal, per la prevenció del SIDA per als joves de 16-25 anys.
- Éducation renforcée. La prise en charge des mineurs délinquants en France (en francès).  París: Téraèdre, 2008 (Passage aux Actes).
- Chemins vers l’âge d’Homme. Les risques à l’adolescence (en francès).  Québec: Presses de l’Université Laval, 2008 (Sociologie au coin de la rue).
- «Arnold van Gennep, l'homme des passages» (en francès). Bulletin du centre protestant d'études [Ginebra], 1. ISSN: 1015-1141.
- Étudier les ados : Initiation à l’approche socio-anthropologique (en francès).  École des hautes études en santé publique, 2014. ISBN 978-2810902583.
- Ados LGBTI : Les mondes contemporains des jeunes lesbiennes, gays, bisexuel(le)s, transgenres, intersexes (en francès).  Presses de l'Université Laval, 2017.